# 關懷與定規
關懷與定規（英語：Consideration and Initiating Structure）是1945年由俄亥俄州立大学領導力研究確定的領導者行為的兩種維度。根據這些研究的結果，領導者表現出關懷與定規（或稱倡導、結構）兩種類型的行為來促進目標的實現。

## 俄亥俄州立大學領導力研究

### 領導行為描述量表（LBDQ）

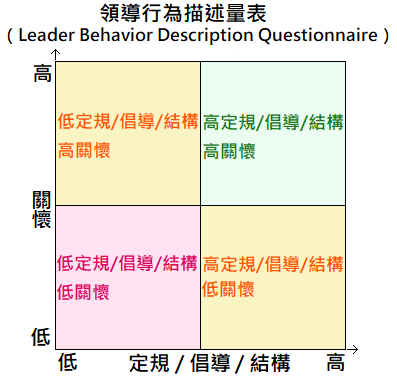
領導行為描述量表的中文翻譯

他們生成了1790種語句的清單，並縮小到150種陳述，皆在衡量領導者行為的9種不同維度，這些陳述被用來制定領導行為描述量表（Leader Behavior Description Questionnaire，LBDQ）。而經過進一步研究，開發出了LBDQ-XII，評估了領導者行為的12種維度。

## 外部連結
- 領導行為描述量表（Leader Behavior Description Questionnaire，LBDQ）1957年版